# Форментера
Форментера је најмање и најјужније острво архипелага Балеарска острва, које припада Шпанији. Дуго је 19 km, а налази се око 3 наутичке миље (6 km) јужно од Ибизе у Средоземном мору. Већа села су Sant Francesc Xavier, Sant Ferran de ses Roques, El Pilar de la Mola и La Savina.
До острва се може доћи бродом само са Ибизе, те је због тога острво тихо, мада су последњих година редовне линије са шпанске обале повећале број туриста. Позната је по древним плажама на којима је дозвољен нудизам.
Северно од Форментере је острвце Еспалмадор (Illa de s'Empalmador). Еспалмадор је одвојен од Форментере узаним пешчаним спрудом, који се за време осеке може пешице прегазити. Ово је популарно стециште јахти које плове између Ибизе и Форментере.
На Форментери постоји општина, такође под називом Форментера, а има 7.461 становника (2002). Површина острва је 83,24 km².

## Језик
На Ибизи и Форментери се говори локални дијалект каталонског језика, а службени језици су каталонски и шпански.

## Историја
Сматра се да назив острва потиче од латинске речи frumentarium, што значи „амбар, житница“. Острво су освојили Картагињани на свом походу ка Риму. У следећим вековима прелазило је у руке Визигота, Византинаца, Вандала и Арабљана. Потом су га освојили Каталонци, који су га припојили Арагонској круни, а касније је постало део средњовековне Краљевине Мајорка.
- Црква у Сант Франсеску
- Сателитски снимак Форментере
- Обала поред Кала Саоне
- Острво Еспалмадор